# ФК Хеброс (Харманли)
Хеброс е български футболен клуб от Харманли.
Основан е през 1921 г. Играе мачовете си на едноименния стадион в града. Клубните цветове са зелено, бяло и синьо.
От сезон 2013-2014 се състезава в Хасковската областна футболна група. Президент на клуба е Белин Нешев, а старши треньор - Белин Нешев.
В „Хеброс“ започва кариерата си най-успешният български футболист Христо Стоичков.

## Успехи
- 12 място в Държавното първенство през 1935 г.
- 11 място в Южната Б футболна група през 1956 г.
- 1/8-финалист за купата на страната през 1946 и 1985 г.

## Известни футболисти
- Христо Стоичков
- Димитър Марашлиев
- Георги Тодоров
- Никола Велков

## Отбор
Антон Петев,Валентин Георгиев, Георги Тодоров, Канде Самура,Златомир Йорданов,Делчо Настов,Марко Живков,Мирослав Илиев,Добри Димитров,
Иван Милев,Иван Стоев,Радко Стоев,Красимир Димов,Петко Георгиев, Стамен Василев,Александър Желязков , Румен Тенев,Емил Йорданов,Николай Димитров,Мирослав Сашев